# Nillamix
Nillamix è un album di Nilla Pizzi pubblicato nel 1984  dall'etichetta discografica milanese Green Records (sottoetichetta della Duck Record). Gli arrangiamenti sono curati da Riccardo Zara e partecipano ai cori I Cavalieri del Re.

## Tracce

### Lato A
1. Medley – 16:38

### Lato B
1. Dicembre m'ha portato una canzone – 3:20
2. Trovarsi – 3:13
3. Vacanze all'italiana – 3:33
4. Ripa Ticinese – 3:30
5. Vola colomba – 4:15